# Varanger

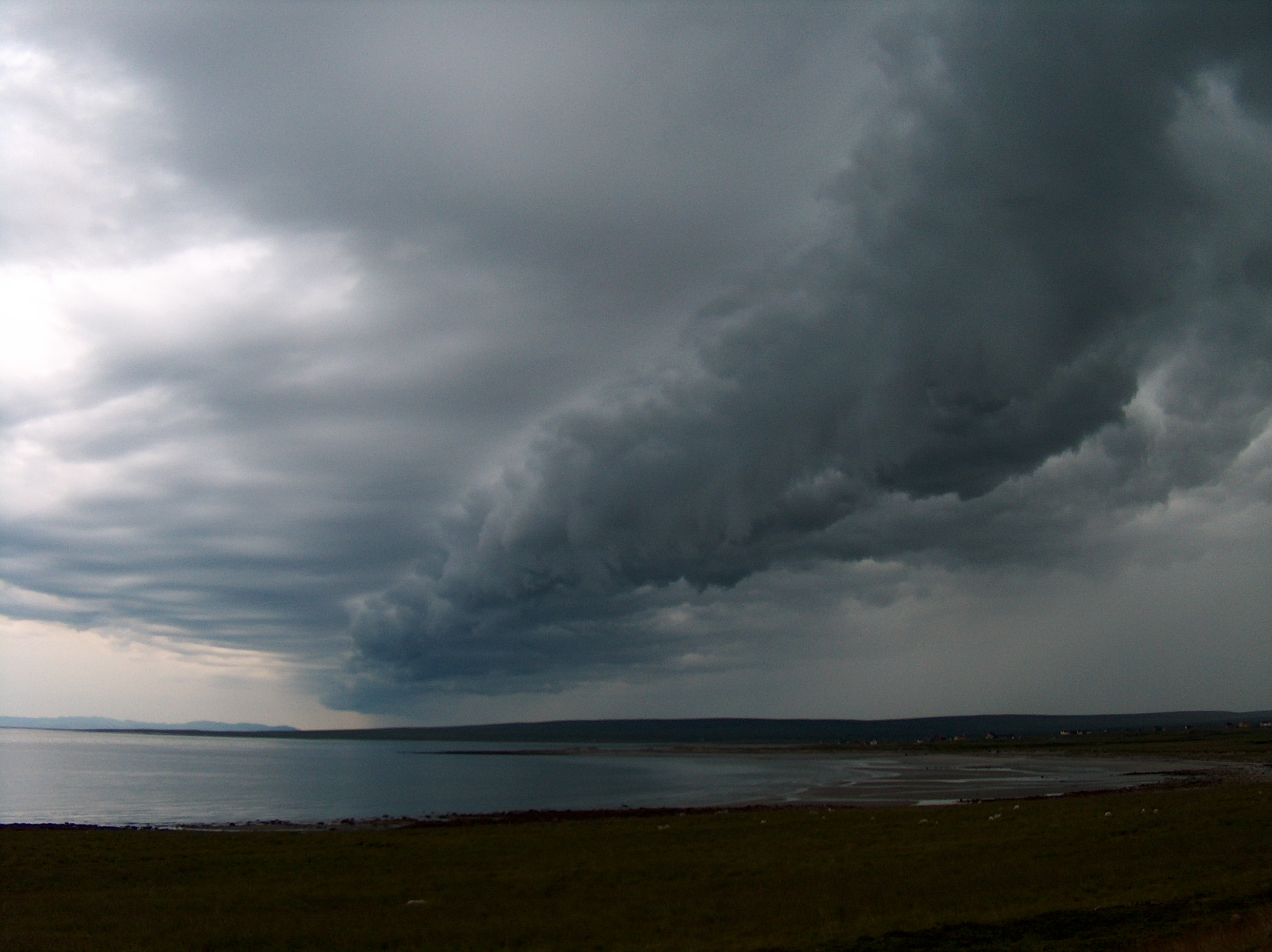
Varangerfjord

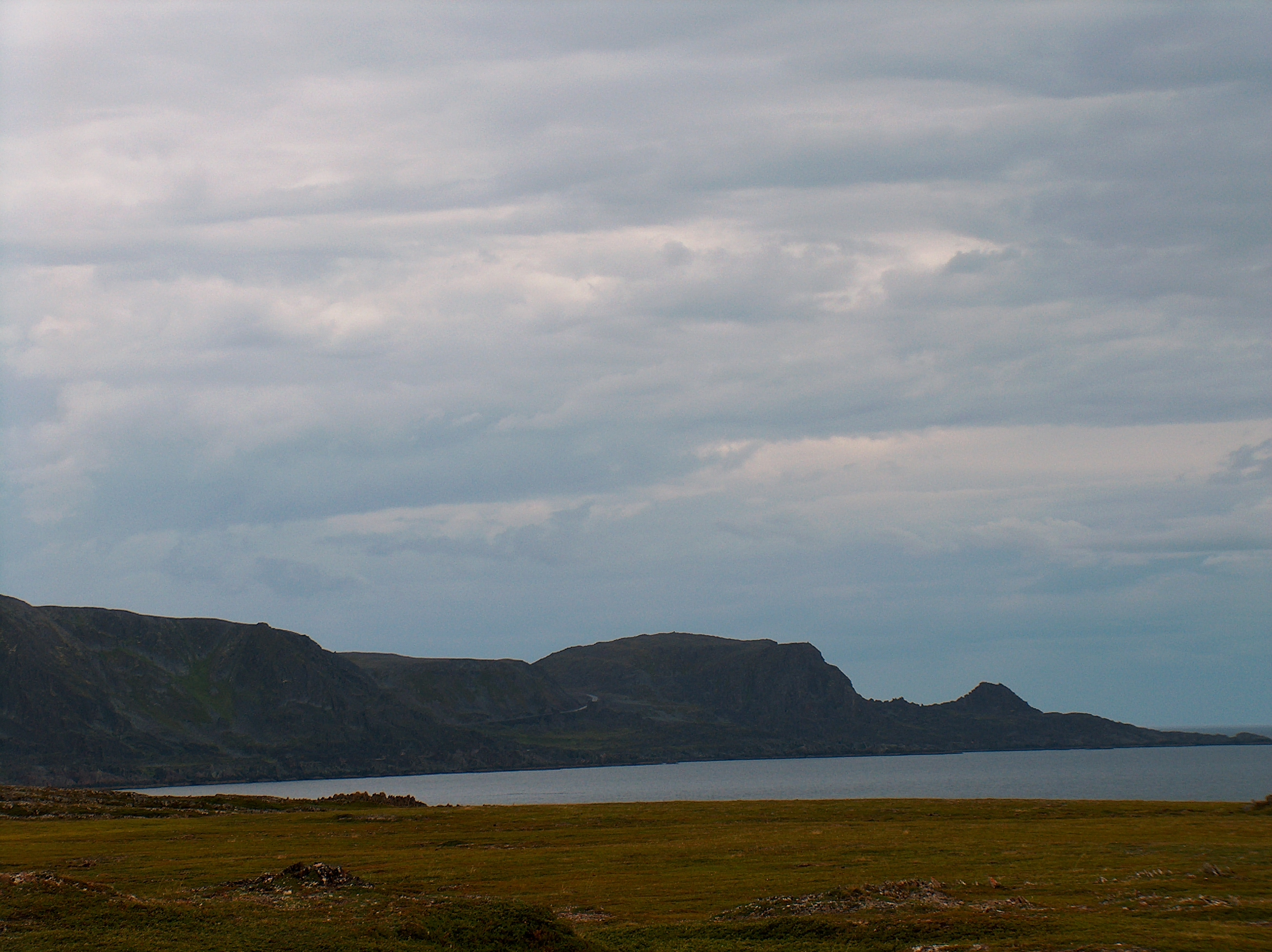
Varanger

Varanger (Noors: Varangerhalvøya, Noord-Samisch: Várjjat) is een schiereiland in het uiterste noorden van Noorwegen. Het behoort tot de meest noordelijke bewoonde gebieden van de wereld. Het schiereiland is 3300 km² groot. Varanger ligt op 80 km van de grens met Rusland. In het noorden ligt de Barentszzee, in het zuidoosten de Varangerfjord en in het noordwesten de Tanafjord. Het hoogste punt is Falkefjell (548 meter). Op het schiereiland ligt Nationaal park Varangerhalvøya. De nationale toeristenweg Varanger loopt door het gebied.

## Bestuur
Varanger maakt deel uit van de provincie Finnmark en bestaat uit de gemeentes Vadsø, Vardø, Berlevåg, Båtsfjord en Nesseby

## Klimaat
Een deel van Varanger heeft een arctisch klimaat. Door de warme Golfstroom is het klimaat gezien de noordelijke ligging nog redelijk gematigd. Dit is een van de redenen waarom dit noordelijke gebied bewoond is.